# Ned Raggett
Ned Raggett (* 2. března 1971 Bremerton, Washington) je americký hudební publicista. Jeho tvorba byla publikována v magazínech či internetových stránkách, jako byly AllMusic, OC Weekly, Plan B, The Quietus, Arthur, Stylus, Careless Talk Costs Lives, Seattle Weekly a Pitchfork. Raggett přispěl přibližně šesti tisíci recenzemi na AllMusic, včetně mnoha recenzí nezávislé hudby osmdesátých a počátku devadesátých let, stejně jako pozdější elektronická, psychedelická a metalová alba.
Raggett také přispěl do knihy Marooned: The Next Generation of Desert Island Discs.
Raggett dříve také působil jako diskžokej na univerzitní rozhlasové stanici KUCI (UC Irvine). Za svou nejoblíbenější kapelu označil My Bloody Valentine. Rovněž vydal dvě alba mluveného slova, která nesla názvy Ned Raggett Reads the Almanac a Pi, a občasně také nahrává a vystupuje s Gang Wizard.